# Csernyin Alexander
Csernyin Alexander (Harkiv, 1960. március 6. –) (eredeti neve: Alekszandr Mihajlovics Csernyin, oroszul: Александр Михайлович Чернин, neve a nemzetközi szakirodalomban Alexander Chernin és Alexander Csernyin alakokban is előfordul).
A Szovjetunióban született, 1992 óta magyar állampolgár sakkozó, nemzetközi nagymester, világbajnokjelölt (1986), csapatban és egyéniben világbajnoki aranyérmes (1985), csapatban Európa-bajnoki ezüstérmes (1999), U20 junior világbajnoki ezüstérmes (1979) és  U20 Európa-bajnoki aranyérmes (1980), a Szovjetunió sakkbajnokságának holtversenyes 1. helyezettje (1985), csapatban és egyéniben főiskolai (U26) világbajnok (1985), kétszeres magyar sakkolimpikon (1994, 1996), FIDE mesteredző (2004), sakkszakíró.
2004 óta nem versenyez, edzőként dolgozik. A Kasparov Chess Foundation trénere, ahol a világ minden tájáról ifjú tehetségek felkarolásával foglalkoznak. Fabiano Caruana és több ifjúsági világbajnok és tizenéves nagymester edzője volt. 2016-ban megkapta az előző év legjobb junior edzőjének járó Max Euwe-medált a FIDE Trainer Awards 2015 díjazottai között.

## Élete és sakkpályafutása
1972-ben Liepājában megnyert egy 243 résztvevős, svájci rendszerben rendezett versenyt.
Első kiemelkedő eredményét 1977-ben érte el, amikor a Szovjetunió junior sakkbajnokságán Garri Kaszparov mögött a 2. helyen végzett. A következő évben megismételte ezt az eredményét, akkor Zurab Azmaiparasvili mögött szerezte meg holtversenyben a 2–4. helyet.
Első kiemelkedő nemzetközi sikerét 1979-ben érte el, amikor ezüstérmet szerzett a junior sakkvilágbajnokságon. Az ugyanebben az évben kezdődő és 1980-ban befejezett junior sakk-Európa-bajnokságon az első helyet szerezte meg.
1984-től kezdődően (ekkor 10–11.) több alkalommal is szerepelt a szovjet sakkbajnokság döntőjében, legkiemelkedőbb eredményét 1985-ben érte el, amikor holtversenyben az első helyen végzett. 1987-ben az 5–6. helyet szerezte meg.

### Részvétele a világbajnokságokon
A szovjet bajnokságon 1985-ben elért eredményével jogot szerzett arra, hogy az 1987-es sakkvilágbajnokság versenysorozatában elinduljon az 1985-ös világbajnoki zónaközi versenyen. A versenyen holtversenyben a 4–5. helyen végzett, majd a rájátszás során 3,5–2,5-re legyőzte Viktor Gavrikovot, ezzel ő lett a negyedik továbbjutó a világbajnokjelöltek versenyére. Az 1985-ben Montpellierben rendezett 16 fős körmérkőzéses világbajnokjelölti versenyen holtversenyben Vaszilij Szmiszlovval a 8–9. helyen végzett, maga mögé utasítva olyan neveket, mint Nigel Short, Portisch Lajos, Viktor Korcsnoj és Ribli Zoltán.
Az 1990-es sakkvilágbajnokság versenysorozatában az 54. szovjet bajnokságon elért 5. helyezésével ismét jogot szerzett a zónaközi versenyen való indulásra, a továbbjutás azonban ezúttal nem sikerült, mert csak a 8–9. helyet sikerült megszereznie.
Az 1990-es sakkvilágbajnokság versenysorozatában a szovjet versenyzők között 1990-ben Lvovban rendezett svájci rendszerű zónaversenyen nem sikerült a szereplése, csak a 21–27. helyen végzett, és nem jutott tovább a zónaközi döntőbe.
Az 1995-ös klasszikus sakkvilágbajnokság versenysorozatában a Professzionális Sakkszövetség (PCA) által 1993-ban Groningenben rendezett svájci rendszerű kvalifikációs versenyén a 32. helyet érte el, amellyel nem jutott tovább.
Az 1996-os FIDE-sakkvilágbajnokság 1993-ban Budapesten rendezett zónaversenyén a három továbbjutó mögött a 4–6. helyen végzett.
A 2000-es FIDE-sakkvilágbajnokság zónaversenyén Budapesten kiharcolta az új rendszerű világbajnokságon való részvétel jogát. A 100 résztvevős kieséses rendszerű versenyen az első fordulóban legyőzte az orosz Alekszandr Utnasunovot, a második fordulóban rájátszás után 3,5–2,5 arányú vereséget szenvedett az egykori szovjet, most amerikai színekben versenyző Borisz Gulkótól.
Villámsakk világbajnokságon
1988-ban a Saint Johnban rendezett első villámsakk világbajnokságon az elődöntőig jutott, ahol a későbbi győztes Mihail Taltól szenvedett vereséget, és bronzérmet szerzett.

### Egyéb kiemelkedő versenyeredményei
1980-ban Amszterdamban az IBM versenyén a C-tornán a legalacsonyabb (2200-as) értékszámmal rendelkezve a mezőnyben, kimagasló eredménnyel, 2,5 pont előnnyel nyerte a versenyt. 1981-ben Bangalore-ban 3–4., holtversenyben a 3–6. helyen végzett a Karseladze-emlékversenyen, és holtversenyben második Taskentben. 1984-ben Koppenhágában első, ezt az eredményét 1986-ban (akkor Szmiszlovval holtversenyben) megismétli. Ugyancsak 1984-ben végez az élen a Tatran Cup versenyen Ótátrafüreden.
1986-ban Somersetben 480 résztvevő között holtversenyben a 2–7., a Csigorin-emlékversenyen Szocsiban az erős mezőnyben a 6–7. helyen végzett. Az 1986–87-es Reggio Emiliában rendezett tornán a 2–7., és Amszterdamban az OHRA-versenyen az ötödik helyet szerezte meg.  1988-ban Protvinóban egy nemzetközi versenyen az ötödik, Polanica Zdrojban a Rubinstein-emlékversenyen az első helyen végzett.  1989-ben Prágában megnyerte Csehszlovákia nemzetközi nyílt bajnokságát, holtversenyes első helyezést ért el a World Open versenyen Philadelphiában,  és 1990-ben Marseilles-ben Jevgenyij Barejevvel holtversenyben első.

### Letelepedés Magyarországon
1990-ben edzőpartnernek hívták a sakkolimpiára készülő magyar női válogatott mellé, és Budapesten tartózkodásakor bejelentette, hogy Magyarországon kíván letelepedni.
1990-ben első helyen végez Dortmundban és Altensteigben is, ahol ezt az eredményét 1991-ben megismételte.
1992. februárban megkapta a magyar állampolgárságot, és rögtön beválogatták a manilai sakkolimpiára készülő magyar válogatott keretbe.
Az első helyet szerezte meg, immár hivatalosan is magyar színekben Buenos Airesben 1992-ben. Ebben az évben 3–4. a Rubinstein-emlékversenyen Polanica Zdrojban, és Adorján András mögött a 2. helyen végezve ezüstérmet szerzett a magyar bajnokságon. 1993-ban Sevillában 3–6., Székelyudvarhelyen az 1. helyet szerzi meg. Pardubicében negyedik, Brnóban második, a Beér-Sevában rendezett versenyen szintén második, a müncheni nyílt versenyen 2–3.
1994-ben a Cappelle openen Cappelle la Grandéban 3–4., és holtversenyben első San Bernardinóban. Risón Lecijónban holtversenyben harmadik, ahogyan Reggio Emiliában is, az év utolsó versenyén.
1995-ben holtversenyes első helyet szerez az Osterskars openen, és Stockholmban az A-versenyen. 1996-ban második a Vienna Bawag versenyén, és első Göteborgban. 1997-ben a harmadik helyet szerzi meg a Feldbach openen, majd Anatolij Karpovval és Alekszej Sirovval holtversenyben második Villarrobledóban. 
2000-ben megnyerte a Leonyid Stejn-emlékverseny B-tornáját.
A magyar bajnokságokon
Először 1992-ben játszott a magyar bajnokság döntőjében, és Adorján András mögött a 2. helyen végezve ezüstérmet szerzett. Az 1997-es magyar szuperbajnokságon, amelyen (a nem induló Polgár Judit kivételével) a hat legerősebb magyar sakkozó kétfordulós körmérkőzésen döntötte el a szuperbajnoki cím sorsát, Almási Zoltán mögött az ezüstérmet szerezte meg jobb Sonneborn–Berger-pontértékével a vele holtversenyben végző Lékó Péter előtt. Az 1999-es magyar bajnokságon a negyedik lett, a 2000-es kieséses rendszerű bajnokságon az elődöntőig jutott, és bronzérmet szerzett. 2002-ben az 5. helyen végzett.

## Eredményei csapatban

### Sakkcsapat világbajnokság
Tagja volt 1985-ben Luzernben az első sakkcsapat világbajnokságon győztes szovjet válogatottnak, és egyéni eredményével is aranyérmet szerzett.

### Sakkolimpia
Két alkalommal szerepelt a sakkolimpián a magyar válogatott színeiben, 1994-ben és 1996-ban.

### Sakkcsapat Európa-bajnokság
Három alkalommal volt a magyar válogatott tagja a sakkcsapat Európa-bajnokságokon. 1992-ben a 2. táblán, 1997-ben az 1. táblán, és 1999-ben a 4. táblán. Ez utóbbi alkalommal a csapat ezüstérmet szerzett.

### Egyetemi-főiskolai U26 csapatvilágbajnokság
Tagja volt az 1985-ben aranyérmet nyerő szovjet U26 válogatottnak a Mendozában rendezett 5. Egyetemi-főiskolai sakkcsapat világbajnokságon, ahol egyéni eredményével is aranyérmet szerzett.

## Edzői működése
1990 óta működik edzőként is, amikor Polgár László Budapestre hívta a Polgár lányok edzőpartnerének. A Nemzetközi Sakkszövetség (FIDE) edzőbizottságának tagja, 2004-ben kapta meg a FIDE mesteredző (FIDE Senior Trainer) címet, azóta főállásban edzőként dolgozik.
Az egyik legeredményesebb sakkedzőnek tartják, 2011-ben a világ 25 legjobb sakkedzője között jegyezték. Fabiano Caruana 2007-ben, 14 éves korában szüleivel kifejezetten azért költözött Magyarországra, és élt nálunk három évig, hogy Csernyin edzői tanácsait követve fejlődjön. Ez sikerrel járt, mert Caruana az ő tréneri tevékenysége alatt lett az Amerikai Egyesült Államok sakktörténetének legfiatalabb nagymestere (Fischer korrekordját döntve meg), és vált a világ egyik vezető nagymesterévé, aki egy ideig a világranglista 2. helyén is állt.
2001-ben egy egyedi edzésmódszert fejlesztett ki, amelyet először a magyar Balogh Csaba trénereként próbált ki a gyakorlatban. A módszer bevált, mert Balogh Csaba Élő-pontszáma két év alatt 2400-ról 2600-ra nőtt. 2008-ban a Nemzetközi Olimpiai Bizottság budapesti nemzetközi edzőcentrumában tartott sakkedzők számára mesterképzést.
2004 óta a Garri Kaszparov által alapított Kasparov Chess Foundation számára dolgozik. Első megbízása az amerikai női olimpiai válogatott megnyitáselméleti tréneri feladatok ellátása volt. A csapat (első tábláján Polgár Zsuzsával) ezüstérmet szerzett. A Kaszparov által létrehozott ‘Young Stars-team USA” sakkalapítvány edzőjeként olyan fiatal tehetségek felkészülését vezette a nagymesteri címig, mint az U12 korosztályos ifjúsági sakkvilágbajnok Samuel Sevian és az U14 ifjúsági világbajnok Kayden Troff. Rajtuk kívül az ő edzésmunkáját dicséri a kétszeres ifjúsági világbajnok (U8 és U10) Awonder Liang és a világbajnoki ezüstérmes Jeffrey Xiong eredményessége is. Tanítványai négy arany és két ezüstérmet nyertek az elmúlt négy évben az ifjúsági világbajnokságokon. E munkája sikerességének elismeréseként 2016-ban megkapta az előző év legjobb junior edzőjének járó Max Euwe-medált a FIDE Trainer Awards 2015 díjazottai között.

## Megjelent művei
- Pirc alert! : a complete defense against 1. e4 (társszerző: Lev Alburt), New York, 2001. ISBN 9781889323077, 2. kiadás 2009. ISBN 978-1-889323-19-0[83]
  - olasz nyelven: Largo alla Pirc, Prisma, 2009. ISBN 9788872641187
- The Pirc Defense (társszerző: Jan R. Cartier), Dallas, Hays Pub., 1997. ISBN 9781880673164

## Könyv róla
- Lambert M. Surhone, Mariam T. Tennoe, Susan F. Henssonow: Alexander Csernyin, "Издательство Символ-Плюс" 2011. ISBN 978-6-1345-0951-0[84] (angol, német és orosz nyelven)

## Emlékezetes játszmái
|    | |    |    |    |    |    |    |
|    | \| \| \| \| \| \| \| \| \| \| \| \| \| \| \| \| \| \| \| \| \| \| \| \| \| \| \| \| \| \| \| \| \| \| \| \| \| \| \| \| \| \| \| \| \| \| \| \| \| \| \| \| \| \| \| \| \| \| \| \| \| \| \| \| \| \| \| \| \| \| \| \| |    |    |    |    |    |    |
|    | |    |    |    |    |    |    |
| a8 | b8 | c8 | d8 | e8 | f8 | g8 | h8 |
| a7 | b7 | c7 | d7 | e7 | f7 | g7 | h7 |
| a6 | b6 | c6 | d6 | e6 | f6 | g6 | h6 |
| a5 | b5 | c5 | d5 | e5 | f5 | g5 | h5 |
| a4 | b4 | c4 | d4 | e4 | f4 | g4 | h4 |
| a3 | b3 | c3 | d3 | e3 | f3 | g3 | h3 |
| a2 | b2 | c2 | d2 | e2 | f2 | g2 | h2 |
| a1 | b1 | c1 | d1 | e1 | f1 | g1 | h1 |

| a8 | b8 | c8 | d8 | e8 | f8 | g8 | h8 |
| a7 | b7 | c7 | d7 | e7 | f7 | g7 | h7 |
| a6 | b6 | c6 | d6 | e6 | f6 | g6 | h6 |
| a5 | b5 | c5 | d5 | e5 | f5 | g5 | h5 |
| a4 | b4 | c4 | d4 | e4 | f4 | g4 | h4 |
| a3 | b3 | c3 | d3 | e3 | f3 | g3 | h3 |
| a2 | b2 | c2 | d2 | e2 | f2 | g2 | h2 |
| a1 | b1 | c1 | d1 | e1 | f1 | g1 | h1 |

Csernyin–Kuprejcsik, angol megnyitás (ECO A10), Riga, 1985.
1. c4 g6 2. Hc3 Fg7 3. g3 e5 4. Fg2 d6 5. d3 f5 6. e4 Hc6 7. Hge2 Hh6 8. h4 O-O 9. Fg5 Vd7 10. Hd5 Hf7 11. Fe3 Hcd8 12. h5 c6 13. hxg6 hxg6 14. Hdc3 He6 15. exf5 gxf5 16. Vd2 b5 17. cxb5 Fb7 18. bxc6 Fxc6 19. Hd5 Bfe8 20. Bc1 Bac8 21. O-O Kh8 22. f4 Hd4 23. Hxd4 exd4 24. Ff2 Hh6 25. Bc4 Hg4 26. Bfc1 Fb5 27. Bc7 Bxc7 28. Bxc7 Ve6 (diagram) 29. Bxg7 Hxf2 30. Bb7 Hh3+ 31. Fxh3 Fc6 32. Hc7 Vg6 33. Hxe8 Fxb7 34. Vh2 Kg8 35. Hc7 Vh5 36. Ff1 Vf3 37. Hb5 Vd5 38. Ha3 Vxa2 39. Vc2 Vd5 40. Vc4 1-0
Azmaiparashvili–Csernyin, angol megnyitás (ECO A17), Dortmund, 1990.
1. c4 Hf6 2. Hc3 e6 3. Hf3 d5 4. d4 dxc4 5. e4 Fb4 6. Fg5 c5 7. e5 cxd4 8. Va4+ Hc6 9. O-O-O h6 10. Hxd4 Fxc3 11. Hxc6 Fd7 12. Va3 bxc6 13. Fxf6 Fxb2+ 14. Vxb2 gxf6 15. Fxc4 Vb6 16. exf6 Vxb2+ 17. Kxb2 Bg8 18. Kc3 Bg6 19. Bd2 Bxf6 20. Bb1 c5 21. f3 a6 22. Bb6 Fb5 23. Fxb5+ axb5 24. Bxb5 Bf4 25. Bdb2 Ba3+ 26. B5b3 Baa4 27. Kc2 Ke7 28. Bd3 Ba7 29. Kb1 Bd4 30. Bxd4 cxd4 31. Bb4 e5 32. a4 Kd6 33. Kc2 Bc7+ 34. Kd2 Bc3 35. Bb6+ Kd5 36. Bb5+ Ke6 37. Bb6+ Kf5 38. Bxh6 Ba3 39. g4+ Kg5 40. Bh5+ Kf6 41. Bf5+ Ke6 42. f4 f6 43. a5 Bxa5 44. fxe5 fxe5 45. Bf8 Ba2+ 46. Kd3 Ba3+ 47. Ke2 Bh3 48. g5 Bxh2+ 49. Kf3 Bh7 50. Bf6+ Kd5 51. g6 Bh3+ 52. Kf2 Bh5 53. Kf3 Bh3+ 54. Kg2 Bh5 55. Kf3 Bg5 56. Ba6 Bf5+ 57. Ke2 Ke4 58. g7 d3+ 59. Ke1 Ke3 60. Ba2 Bg5 61. Be2+ Kd4 0-1
|    | |    |    |    |    |    |    |
|    | \| \| \| \| \| \| \| \| \| \| \| \| \| \| \| \| \| \| \| \| \| \| \| \| \| \| \| \| \| \| \| \| \| \| \| \| \| \| \| \| \| \| \| \| \| \| \| \| \| \| \| \| \| \| \| \| \| \| \| \| \| \| \| \| \| \| \| \| \| \| \| \| |    |    |    |    |    |    |
|    | |    |    |    |    |    |    |
| a8 | b8 | c8 | d8 | e8 | f8 | g8 | h8 |
| a7 | b7 | c7 | d7 | e7 | f7 | g7 | h7 |
| a6 | b6 | c6 | d6 | e6 | f6 | g6 | h6 |
| a5 | b5 | c5 | d5 | e5 | f5 | g5 | h5 |
| a4 | b4 | c4 | d4 | e4 | f4 | g4 | h4 |
| a3 | b3 | c3 | d3 | e3 | f3 | g3 | h3 |
| a2 | b2 | c2 | d2 | e2 | f2 | g2 | h2 |
| a1 | b1 | c1 | d1 | e1 | f1 | g1 | h1 |

| a8 | b8 | c8 | d8 | e8 | f8 | g8 | h8 |
| a7 | b7 | c7 | d7 | e7 | f7 | g7 | h7 |
| a6 | b6 | c6 | d6 | e6 | f6 | g6 | h6 |
| a5 | b5 | c5 | d5 | e5 | f5 | g5 | h5 |
| a4 | b4 | c4 | d4 | e4 | f4 | g4 | h4 |
| a3 | b3 | c3 | d3 | e3 | f3 | g3 | h3 |
| a2 | b2 | c2 | d2 | e2 | f2 | g2 | h2 |
| a1 | b1 | c1 | d1 | e1 | f1 | g1 | h1 |

Csernyin–Stohl, Grünfeld-védelem (ECO D85), Osztrák bajnokság, 1993.
1. d4 Hf6 2. c4 g6 3. Hf3 Fg7 4. Hc3 d5 5. cxd5 Hxd5 6. e4 Hxc3 7. bxc3 c5 8. Bb1 O-O 9. Fe2 Hc6 10. d5 Fxc3+ 11. Fd2 Fxd2+ 12. Vxd2 Ha5 13. h4 Fg4 14. Hg5 Fxe2 15. Kxe2 h6 16. Hh3 Kh7 17. Vc3 b6 18. Hg5+ Kg8 19. h5 hxg5 20. hxg6 fxg6 21. Bh8+ Kf7 22. Bh7+ Ke8 23. Vg7 Kd7 24. d6 Ve8 25. dxe7 Bg8 26. Ve5 Hc6 27. Bd1+ Hd4+ 28. Bxd4+ cxd4 29. Vd5+ Kc7 (diagram) 30. Vxa8 Vb5+ 31. Kf3 Be8 32. g3 Kd6 33. e5+ Ke6 34. Ve4 Vd5 35. Bg7 g4+ 36. Kf4 Vxe4+ 37. Kxe4 d3 38. Bxg6+ Kxe7 39. Kxd3 Bf8 40. Ke2 Bf5 41. Bxg4 Bxe5+ 42. Kf3 Kf6 43. Ba4 a5 44. g4 Bc5 45. Kg3 Bc3+ 46. f3 Kg6 47. Bd4 Ba3 48. Bd6+ Kg7 49. Bxb6 Bxa2 50. Ba6 a4 51. Kf4 a3 52. Kf5 1-0
Csernyin–Van der Wiel, Réti-megnyitás (ECO A04), Európa-kupa, Slough 1997.
1. Hf3 d6 2. g3 e5 3. Fg2 f5 4. c4 Hf6 5. b4 e4 6. Hd4 d5 7. cxd5 Hxd5 8. b5 Hf4 9. gxf4 Vxd4 10. Hc3 Fc5 11. e3 Vc4 12. Fb2 O-O 13. Bg1 Bf7 14. Bc1 Vb4 15. Vc2 Fd6 16. Hd5 Vxb5 17. Hf6+ Kh8 18. Ff1 Vxb2 19. Vxb2 Bxf6 20. Vxf6 gxf6 21. Fc4 Fe6 22. Fxe6 Ha6 23. Ke2 Hc5 24. Fxf5 Bd8 25. Bg3 1-0